# Stadtbibliothek Schwäbisch Hall
Die Stadtbibliothek Schwäbisch Hall ist die städtische Bibliothek von Schwäbisch Hall.

## Standort
Die Stadtbibliothek war früher im Spital zum Heiligen Geist am Spitalbach 8 untergebracht. Seit 2001 befindet sie sich im 1992 bis 1995 erbauten Glashaus an der Neuen Straße 7 in Schwäbisch Hall am Haller Milchmarkt. Ursprünglich befand sich hier die Gastwirtschaft und das Hotel „Lamm-Post“. Dieses Gebäude wurde im Zweiten Weltkrieg zerstört. Ein an dessen Stelle errichteter Nachkriegsbau von 1950 für eine Bank wurde 1992 bis 1995 für das Kaufhaus Hettlage durch das „Modehaus am Milchmarkt“ nach Entwürfen des Stuttgarter Architekturbüros Mahler Gumpp Schuster ersetzt.

## Bestand
Die Stadtbibliothek verfügt über zwei nichtöffentliche Schulbibliotheks-Zweigstellen in den Schulzentren Ost und West, die zusammen mit der Hauptstelle einen Medienbestand von insgesamt knapp 70 000 Medien umfassen. Sie ist Mitglied im Onleihe-Verbund Heilbronn-Franken, wo weitere digitale Medien wie E-Books, E-Audios, E-Videos, E-Music, E-Paper und E-Magazines heruntergeladen und dadurch entliehen werden können. Neben einem Präsenzbestand ist auch eine Ausleihe sowie eine Fernleihe per Kopie und Ausleihe möglich.

## Kooperationen
Die Bibliothek ist Mitglied im Verbund der Öffentlichen Bibliotheken Baden-Franken (VÖB-BF) und zum deutschen Leihverkehr zugelassen. Sie gehört der Leihverkehrsregion Baden-Württemberg und Saarland an.

## Ausstattung
Die Stadtbibliothek besitzt zwei kostenpflichtige Internet-Rechercheplätze mit Drucker, einen WLAN-Drucker und ein Kopiergerät. Im Erdgeschoss befindet sich außerdem ein Lesecafé.

## Besonderheiten
Eine Rückgabe ist auch außerhalb der Öffnungszeiten über ein Einwurf-Medienrückgabe-System möglich.